# Teofil Ligenza vel Ozimek
Teofil Ligenza vel Ozimek (ur. 5 grudnia 1912 w Sosnowicy-Dworze, zm. 20 kwietnia 2009 w Jeleniej Górze) – nauczyciel, przewodnik turystyczny, działacz społeczny i miłośnik matematyki.
Zamieszkały w Jeleniej Górze od 1951. Wykształcenie wyższe pedagogiczne; nauczyciel. Działacz społeczny wśród młodzieży i nauczycieli Dolnego Śląska. W Polskim Towarzystwie Krajoznawczym od 1926, a w PTTK od 1952. Członek Zarządu Oddziału "Sudety Zachodnie" w Jeleniej Górze.